# 米洛什·雅克什
米洛什·雅克什（1922年8月12日—2020年7月9日），捷克斯洛伐克共产党领导人，捷克斯洛伐克共产党中央总书记，獲得社会主义劳动英雄勳章。隨著天鵝絨革命的爆發，勳章頭銜於1990年10月15日被正式廢除。

## 生平
1922年，出身小农家庭。1937年，先后当过电工技术人员和设计师、精密机械厂装配工。1938年，在哥特瓦尔德夫电工技术工业学院学习。1945年，加入捷克斯洛伐克共产党。
1947年，任捷克斯洛伐克青年联盟中央委员会委员。1948年，任捷青年联盟中央主席团委员。1950年，任哥特瓦尔德夫县人民委员会主席。1952年，任捷青年联盟中央委员会书记。1953年，为世界民主青年联盟理事会委员。1955年，在莫斯科苏共中央高级党校学习。
1958年，任捷共中央人民委员会处长。1961年，任捷共中央人民委员会事务管理局局长。1963年，任中央发展地方经济管理局第一副局长。1966年，任捷克斯洛伐克政府内务部副部长。1966年，任捷共中央检查和监察委员会委员。1968年，任捷共中央检查和监察委员会主席。
1971年，为联邦议会人民院议员。1977年，为捷共中央委员。1977年，任捷共中央主席团候补委员、中央书记和书记处成员。1977年，任捷共中央农业和食品委员会主席。1981年，为捷共中央主席团委员、中央书记。1981年，任捷共中央国民经济委员会主席。1987年，为捷共中央总书记。
1989年，被迫辞去总书记职务，全体捷共中央主席团委员、候补委员、书记处成员辞职。1989年，被开除出党。1990年，被当局公安机关传讯。1991年，被指控犯有叛国罪。2002年，法院裁定证据不足，宣判无罪。2003年，再次被提起诉讼，被指控参与1968年华约入侵捷克斯洛伐克。